# Synogarlica mała
Synogarlica mała (Streptopelia tranquebarica) – gatunek ptaka z rodziny gołębiowatych (Columbidae). Występuje na Półwyspie Indyjskim i w Azji Południowo-Wschodniej. Nie jest zagrożony wyginięciem.

## Taksonomia
Po raz pierwszy gatunek opisał Johann Hermann w Observationes Zoologicae, wydanym w 1804 (po śmierci autora). Holotyp pochodził z Tarangambadi (ówcześnie duńskiej kolonii znanej jako Tranguebar). Autor nadał nowemu gatunkowi nazwę Columba tranquebarica. Obecnie (2019) Międzynarodowy Komitet Ornitologiczny (IOC) umieszcza synogarlicę małą w rodzaju Streptopelia. Choć dawniej uznawano ją za bliżej spokrewnioną z sierpówkami (S. decaocto), wyniki badań genetycznych wskazują na bliższe pokrewieństwo z synogarlicą wyspową (S. bitorquata), z którą tworzy klad bazalny obejmujący również turkawkę wschodnią (S. orientalis), zwyczajną (S. turtur) i różowobrzuchą (S. hypopyrrha). Odrębność tych dwóch gatunków względem całej grupy synogarlic z półobrożą na szyi, choć zaskakująca ze względu na ich wygląd – synogarlice małe i wyspowe mają właśnie półobroże, nie plamy jak turkawki – oprócz genetyki znajduje również potwierdzenie w różnicach w głosie. U synogarlic małych i wyspowych brakuje – podobnie jak u wspomnianych turkawek – jednego z głosów, który występuje u innych synogarlic.
IOC wyróżnia 2 podgatunki, podobnie jak autorzy HBW. Oprócz podgatunku nominatywnego wyróżniany jest również S. t. humilis, opisany przez Temmincka w 1824 pod nazwą Columba humilis. Do opisu dołączone były dwie tablice barwne opatrzone numerami 258 i 259, przedstawiające odpowiednio samca i samicę. Osobniki ze wschodnich Himalajów bywały dawniej wydzielane do S. t. murmensis (Hartert, 1920). W 1898 synogarlica mała została wskazana jako gatunek typowy dla nowo opisanego przez Oatesa rodzaju Oenopopelia, współcześnie nieuznawanego.

## Podgatunki i zasięg występowania
Według szacunków BirdLife International zasięg występowania synogarlicy małej zajmuje około 19 mln km². IOC wyróżnia następujące podgatunki:
- S. t. humilis (Temminck, 1824) – północno-wschodni Tybet, Nepal, północno-wschodnie Indie (Sikkim i Asam) i Andamany na południe po Mjanmę, Tajlandię i Indochiny oraz na północ i wschód po północne Chiny, Tajwan i północne Filipiny[6]
- S. t. tranquebarica (Hermann, 1804) – obszar położony na zachód od zasięgu S. t. humilis[12]: od Sindhu i Pendżabu na wschód po zachodni Nepal, Bihar i Bengal Zachodni i na południe przez położoną na półwyspie część Indii[6]; południowa granica zasięgu przechodzi przez Ćennaj i Mysuru, wschodnia – przez Bihar[13]

Synogarlice małe występują również w kontynentalnej części Malezji, na Celebesie (S. t. humilis) i na Jawie, gdzie prawdopodobnie zostały introdukowane. W latach 40. XX wieku wprowadzono je również na Singapur.
Wędrujące lub zabłąkane osobniki odnotowywano w Libanie, Zjednoczonych Emiratach Arabskich, Omanie (4 stwierdzenia do końca 2018 roku, według innego źródła – 5), Iranie, Afganistanie, Rosji (wschodnia Syberia), północnych Chinach (południowa prowincja Heilongjiang), Sri Lance i południowej Japonii. Przedstawiciele S. t. humilis pojawiają się w południowej Japonii zimą, od października do marca, lecz przygodnie mogą pojawiać się w innych częściach kraju cały rok. Zimą synogarlice małe regularnie zalatują do Hongkongu. W Bhutanie to nieczęste ptaki osiadłe, występują na wzgórzach w środkowej i wschodniej części kraju; nie są notowane każdego roku.

## Morfologia
Długość ciała wynosi 20,5–23 cm. Masa ciała dla 21 osobników z Tajwanu, płeć nieokreślona: średnio 101,5 g, odchylenie standardowe: 31,2 g; dla 13 samców z Indii i Chin: średnio 103 g, od 80 do 144 g. Synogarlice małe są najmniejszymi przedstawicielami Streptopelia. Dalszy opis dotyczy osobników podgatunku nominatywnego. Przedstawiciele S. t. humilis wyróżniają się nieco większymi rozmiarami ciała, większym nasyceniem barw w upierzeniu i jego ogólnie ciemniejszą kolorystyką, co szczególnie dobrze widoczne jest na spodzie skrzydła – ma ciemną, niebieskoszarą barwę, nie zaś jasnoszarą i białą na wewnętrznych pokrywach.

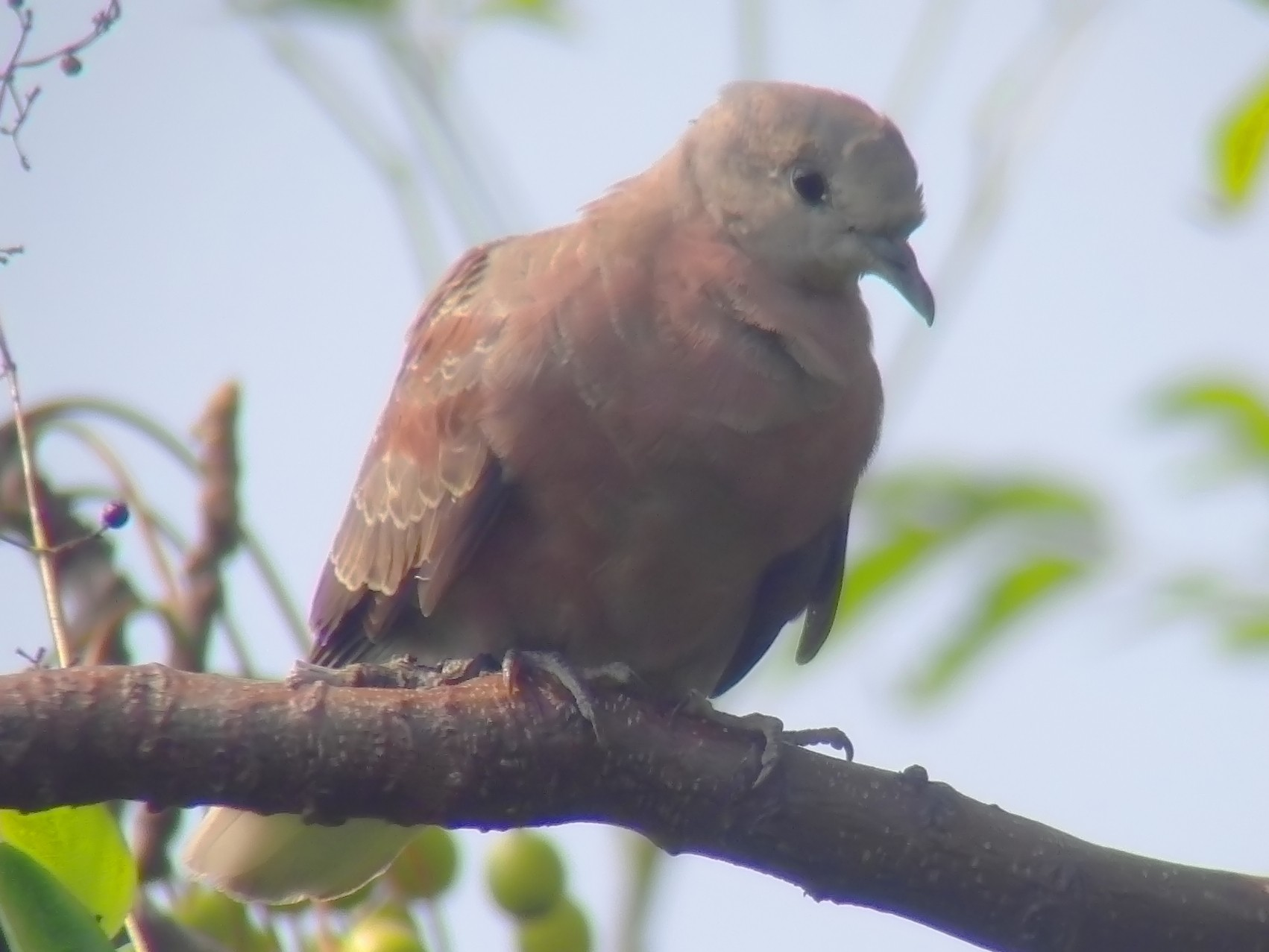
U osobników młodocianych nie występuje czarna półobroża, a większość piór ma jasnopłowe krawędzie

U samca czoło, kark i pokrywy uszne są szare, w ciepłym odcieniu. Zwykle tył szyi okala szeroka czarna półobroża. Płaszcz, pokrywy skrzydłowe i lotki III rzędu mają intensywnie winnoczerwony kolor. Skrzydełko, pokrywy lotek I rzędu i lotki czarniawobrązowe. Obszar od grzbietu do pokryw nadogonowych ciemny, niebieskoszary. Środkowe sterówki szare (podobnie jak kuper), pozostałe czarniawe z białą (trzy najbardziej zewnętrzne sterówki) lub szarą (pozostałe) zewnętrzną połową. Biała barwa brody płynnie przechodzi w jasny róż gardła i dalej w winnoróżowy kolor piersi i brzucha. Pokrywy podogonowe białe, te najbardziej zewnętrzne z czarnymi nasadami (zwłaszcza na chorągiewkach wewnętrznych). Spód skrzydła jasnoszary (bardziej wewnętrzne pokrywy białe). Tęczówka ma barwę od brązowej do ciemnobrązowej, prawie czarnej. Dziób czarny z bardziej szarą nasadą i woskówką. Nogi barwy od czerwonej lub magenta do ciemnoczerwonej lub czarnej.
Dymorfizm płciowy nie przejawia się w wymiarach. Samice cechuje ziemistobrązowy wierzch ciała z jasnym, bardziej szarym czołem. Z tyłu szyi występuje taka sama półobroża jak u samców. Mają ciemniejsze brązowe lotki oraz bardziej szary grzbiet i kuper. Wyróżniają się również upierzeniem spodu ciała. Broda i gardło są jasne, płowoszare, pierś za to szarobrązowa (podobnie jak brzuch), a pokrywy podogonowe białe. Osobniki młodociane są podobne do samic, jednak nie mają czarnej półobroży, a na większości piór okrywowych i pokryw skrzydłowych można dostrzec jasnopłowe krawędzie. Ponadto pokrywy pierwszorzędowe mają szerokie kasztanowe końcówki.

## Ekologia i zachowanie
Środowiskiem życia synogarlic małych są otwarte tereny z drzewami, krzewami i suchymi zadrzewieniami, również nadbrzeżnymi. Ptaki te rzadko pojawiają się w pobliżu siedlisk ludzkich, inaczej niż inne azjatyckie synogarlice. Na Filipinach występują w pobliżu terenów rolniczych, wsi oraz na namorzynach. W Nepalu najczęściej odnotowywane są od 75 do 300 m n.p.m., rzadko do 1370 m n.p.m., w Bhutanie – do 400 m n.p.m. W Azji Południowo-Wschodniej występują poniżej 1200 m n.p.m., w Bengalu Zachodnim i Asamie – 1300 m n.p.m. Synogarlice małe latem zapuszczają się na teren Himalajów, lecz poniżej 800 m n.p.m. W całym zasięgu są to raczej ptaki nizinne. Populacje z północnych rubieży zasięgu występowania są wędrowne, większość osobników na zimę migruje do południowej Azji.
Synogarlice małe żywią się nasionami traw, roślin zielnych i zbóż, w tym ryżu i kukurydzy, oraz pąkami i młodymi liśćmi. Większość pożywienia pobierają z ziemi. Zwykle pojawiają się w parach lub trójkach, jednak w miejscach obfitujących w pokarm mogą łączyć się w stada liczące około 50 lub więcej osobników. Często dołączają wtedy do sierpówek i synogarlic senegalskich (S. senegalensis).

### Lęgi
Osobniki z południowych części zasięgu gniazdują, gdy pożywienia jest pod dostatkiem. W północnych częściach zasięgu okres lęgowy rozpoczyna się wraz z latem. W północnych Indiach lęgi trwają od kwietnia do września (podobnie jak w położonych w strefie umiarkowanej rejonach Chin), w pozostałych częściach kraju zwykle mogą odbywać się o każdej porze roku. Na Filipinach okres lęgowy rozpoczyna się w lutym i kończy w czerwcu, a na Andamanach – jak wskazują daty jaj zebranych tam przez Osmastona – trwa od lutego do kwietnia. Gniazdo ma formę płaskiej lub nieznacznie wgłębionej platformy. Budulec stanowią gałęzie i łodygi traw. Zwykle gniazdo umieszczone jest od 3 do 8 m nad ziemią, wyżej niż u innych synogarlic, często blisko końca porośniętej liśćmi gałęzi. W zniesieniu znajdują się zwykle 2, rzadko 3 jaja o kremowobiałej skorupce. Obydwa ptaki z pary biorą udział w budowie gniazda, wysiadywaniu i opiece nad młodymi. Wymiary średnie dla 4 jaj: 25,9 na 19,9 mm. Okres inkubacji nieznany.

## Status i zagrożenia
IUCN uznaje synogarlicę małą za gatunek najmniejszej troski (LC, Least Concern) nieprzerwanie od 1988 roku (stan w 2020). BirdLife International uznaje trend liczebności populacji za spadkowy. W 2015 w Chinach w lokalnej klasyfikacji synogarlica mała została uznana za gatunek najmniejszej troski (LC). W większej części zasięgu ptaki te uchodzą za pospolite po bardzo liczne (oryg. common to abundant).